# 山崎夏菜 (アイドル)
山崎 夏菜（やまさき なな、2002年5月25日 - ）は、日本のアイドルで、虹のコンキスタドール（青組）の元メンバー。ニックネームはチャンチャン、チャンス。担当カラーは青。
神奈川県出身。血液型AB型。身長158 cm。ディアステージ所属。

## 略歴
虹のコンキスタドールに加入する前は、小学生時代からきゃりーぱみゅぱみゅのバックダンサーである「きゃりーキッズ」として活動していた。
2016年5月18日、AKIBAカルチャーズ劇場で行われた虹のコンキスタドール定期公演『虹色児童館』にて、つくドル!プロジェクト第5期新予科生としてお披露目された。
2017年1月9日、川崎クラブチッタで行われた虹のコンキスタドールワンマンライブ『どうしても言いたいことがあるんだよ 〜虹コンから大切なお知らせがあります〜』にて正規メンバーに昇格。新ユニット「サジタリアス流星群（虹のコンキスタドール青組）」のメンバーとなった。
2024年1月10日、Zepp Haneda（TOKYO）で行われた全国ツアー「虹のコンキスタドール LIVE TOUR 2023『マイレージラブツアー！Supported by ANA』」追加公演をもって卒業した。

## 人物
- ライブでの自己紹介は、「偏差値0、平熱36度5分の犬になりたい○○歳、チャンチャンこと山崎夏菜です」である。
- 趣味は早寝早起き[1]。
- 特技はまつ毛をまぶたに食い込ませる[1]。
- 将来の夢は犬[1]。
- 「ホームラン」という名前の犬を飼っている[5]。愛称は「ランぴ」、「ランちゃん」。
- 服が好きで、古着屋で買うことが多い[6]。
- 虹のコンキスタドールで好きな曲は、「↓エイリアンガール・イン・ニューヨーク↑」である[7]。
- 声の仕事に興味がある[8]。

## 出演

### テレビアニメ
- 闇芝居 十期 第1話・第2話・第5話・第7話（2022年1月9日・16日・2月6日・20日、テレビ東京）[9]
- 闇芝居 十一期 第1話・第2話・第3話（2023年7月9日・16日・23日、テレビ東京）[10]

### ラジオ
- 虹コンのコレってラジオだったよね?（2019年4月3日 - 、第1・第5水曜、渋谷クロスFM）[11][12]

### ネット配信
- G'sこえけん活動報告会（2022年12月26日 - 、G'sチャンネル） - パーソナリティ・乙咩ねるの声と動きを担当[13]